# Победа (Ямболская область)
Победа (болг. Победа) — село в Болгарии. Находится в Ямболской области, входит в общину Тунджа. Население составляет 583 человека.

## Политическая ситуация
В местном кметстве Победа, в состав которого входит Победа, должность кмета (старосты) исполняет Пенка Стефанова Богдева (коалиция в составе 2 партий: Болгарская социалистическая партия (БСП) и Болгарская социал-демократия (БСД)) по результатам выборов правления кметства.
Кмет (мэр) общины Тунджа — Георги Стоянов Георгиев (коалиция в составе 2 партий: Болгарская социалистическая партия (БСП) и Болгарская социал-демократия (БСД)) по результатам выборов в правление общины.